# Ramos (Rio de Janeiro)
Pour les articles homonymes, voir Ramos.
Ramos est un quartier situé dans la Zone Nord de Rio de Janeiro, au nord-est de la ville. Le quartier abrite les écoles de samba Imperatriz Leopoldinense et Siri de Ramos.